# Всеукраїнське опитування 17 березня 1991
Всеукраїнське опитування 17 березня 1991 — всенародне голосування, що мало ознаки референдуму, що відбулося 17 березня 1991 року в Українській РСР. На голосування було винесене питання «Чи згодні ви, що Україна має бути у складі Союзу Радянських суверенних держав на засадах Декларації про державний суверенітет України?».

## Передумови
16 січня 1991 Верховна Рада СРСР прийняла постанову про проведення 17 березня 1991 року на всій його території Всесоюзного референдуму з включенням до бюлетеня для таємного голосування такого запитання: «Чи вважаєте ви необхідним збереження Союзу Радянських Соціалістичних Республік як оновленої федерації рівноправних суверенних республік, у якій будуть повною мірою гарантуватися права і свободи людини будь-якої національності?».
Щоб убезпечитися від загрози обмеження суверенітету УРСР, що ніс цей референдум, 27 лютого Верховна Рада УРСР за наполяганням Народного Руху ухвалила рішення провести одночасно зі всесоюзним референдумом опитування щодо підписання Україною Союзного договору лише на основі Декларації про державний суверенітет України.
Найнижчою підтримка питання опитування була у найбільш націоналістичних регіонах зокрема тому, що того ж дня у Львівській, Івано-Франківській і Тернопільській областях відбувався Галицький референдум, що був спрямований проти Союзного договору у будь-якому вигляді, окрім того низка національно-демократичних партій, зокрема Українська Республіканська партія закликали бойкотувати не тільки всесоюзний референдум, а і всеукраїнське опитування.

## Оцінки всеукраїнського опитування 1991
Тодішній голова УРСР Леонід Кравчук в 2021 році про це опитування висловився так: "Він був незаконний, це був опитувальний бюлетень".
На думку Олександра Палія це опитування було фактично референдумом про незалежність України, а згідно твердження учасника тих подій Івана Зайця логіка, що закладалась в це опитування була така: "Cпочатку створімо свою державу, а потім будемо думати про якісь Союзи".

## Результати
До списків голосування було включено 37 732 178 громадян Української РСР. У голосуванні на всеукраїнському опитуванні взяли участь 31,465,091 особа, або 83,48% від загальної кількості виборців. На запитання цього республіканського бюлетеня ствердно відповіли 25,224,687 осіб, або 80,17%, негативно — 5,655,701 особа або 17,97%.
| Регіони                   | Так (%) |
| ------------------------- | ------- |
| Вінницька область         | 89,2    |
| Волинська область         | 78,9    |
| Дніпропетровська область  | 85,1    |
| Донецька область          | 86,2    |
| Житомирська область       | 88,4    |
| Закарпатська область      | 69,5    |
| Запорізька область        | 86,6    |
| Івано-Франківська область | 52,1    |
| Київ                      | 78,2    |
| Київська область          | 84,6    |
| Кіровоградська область    | 89,5    |
| Кримська АРСР             | 84,7    |
| Луганська область         | 88,8    |
| Львівська область         | 30,1    |
| Миколаївська область      | 87,7    |
| Одеська область           | 84,5    |
| Полтавська область        | 88,7    |
| Рівненська область        | 79,6    |
| Севастополь               | 84,2    |
| Сумська область           | 87,1    |
| Тернопільська область     | 35,2    |
| Харківська область        | 83,8    |
| Херсонська область        | 87,4    |
| Хмельницька область       | 87,9    |
| Черкаська область         | 88,8    |
| Чернівецька область       | 83,2    |
| Чернігівська область      | 90,3    |
| Україна                   | 80,2%   |

## Наслідки
27 червня 1991 Верховна Рада Української РСР відклала розгляд проекту нового Союзного договору, представленого Михайлом Горбачовим, на вересень і встановила необхідність його правової експертизи на предмет відповідності Декларації про державний суверенітет України та Закону «Про економічну самостійність УРСР» (ухваленого 3 серпня 1990).. За ухвалення відповідної постанови проголосували 345 народних депутатів (з 450), проти - 18.